# Helplessness Blues
Helplessness Blues è il secondo album discografico album del gruppo statunitense Fleet Foxes, pubblicato nel 2011.

## Tracce
Testi e musiche di Robin Pecknold.
1. Montezuma – 3:37
2. Bedouin Dress – 4:30
3. Sim Sala Bim – 3:14
4. Battery Kinzie – 2:49
5. The Plains / Bitter Dancer – 5:54
6. Helplessness Blues – 5:03
7. The Cascades – 2:08
8. Lorelai – 4:25
9. Someone You'd Admire – 2:29
10. The Shrine / An Argument – 8:07
11. Blue Spotted Tail – 3:05
12. Grown Ocean – 4:36

## Formazione
- Robin Pecknold - voce, chitarre, piano, mandolino, harmonium, moog, altri strumenti
- Skyler Skjelset - chitarre, mandolino
- Casey Wescott - piano, organo, strumenti elettronici, mellotron
- J. Tillman - voce, batteria, percussioni
- Christian Wargo - voce, basso
- Morgan Henderson - basso
- Phil Ek - produzione, ingegneria, mixaggio
- Greg Calbi - masterizzazione
- Alina To - violino in Bedouin Dress e The Shrine/An Argument
- Bill Patton - pedal steel guitar in Grown Ocean
- Hanna Benn - arrangiamenti archi in Bedouin Dress